# トッド・ブリッジス
トッド・ブリッジス（Todd Bridges、本名：Todd Anthony Bridges、1965年5月27日 - ）は、アメリカ合衆国の俳優。子役として出演していたNBC/ABCテレビのシットコム『アーノルド坊やは人気者』のウィリス・ジャクソン役や、UPN/CWのシットコム『Everybody Hates Chris』で時々登場するモンク役で最もよく知られている。現在は、truTVで放送されているテレビ番組『TruTV Presents: World's Dumbest...』に、コミカルなコメンテーターとして出演している。カリフォルニア州立大学ノースリッジ校卒。

## 私生活
ブリッジスは、1965年5月27日にカリフォルニア州サンフランシスコで生まれた。兄ジミー・ブリッジス(Jimmy Bridges)も、姉ベルダ・ブリッジス(Verda Bridges)も俳優である。母ベティ・A・ブリッジスもまた女優であった。トッドには、妻ドリ．ブリッジス(Dori Bridges)がおり、息子スペンサー・ブリッジス(en:Spencer Bridges)も子役であり、映画『チャーリーと18人のキッズ in ブートキャンプ (Daddy Day Camp)』や、テレビでも『iCarly』などに出演している。

## 経歴
ブリッジスは、『わが家は11人』（CBS）で、アフリカ系アメリカ人の子役としては初めて、成功したテレビ・シリーズのレギュラー出演者となった。ブリッジスはまた、連続テレビドラマ『大草原の小さな家』や、ミニシリーズ『ルーツ』にも主演した。ブリッジスは、『Barney Miller』のスピンオフ作品『Fish』でもレギュラー陣のひとりだったが、彼を有名にしたのは何と言っても長寿番組『アーノルド坊やは人気者』の幼いウィリス・ジャクソン役だった。この点では共演した子役ダナ・プラトーやゲーリー・コールマンと同様だが、二人はそれぞれ1999年5月と2010年5月に亡くなっており、ブリッジスだけが生き残った。
ブリッジスは、2006年に、テレビのゲーム番組『Fear Factor』の有名人特集に出場したが、最初のスタントで脱落した。2007年1月には、やはりゲーム番組『1 vs. 100』に、モブ(mob)と呼ばれる100人の解答者陣の一員として出演した。マイネットワークTVの『Decision House』（夫婦関係の危機を乗り越えるセラビーの様子を流すリアリティ番組）に、妻ドリ・ブリッジスとともに出演した回は、「Burned Bridges」と題され、2007年11月14日に放送された。
ブリッジスは、2008年3月から、truTVの『TruTV Presents: World's Dumbest...』に、常連コメンテーターとして出演しはじめた。同年10月には、ハルク・ホーガンが有名人にプロレスを教えて競わせる『Hulk Hogan's Celebrity Championship Wrestling』にも出演している。この番組でブリッジスは、レスラーのブルータス・ビーフケーキがコーチする「チーム・ビーフケーキ」の一員であった。番組でブリッジスは、「ミスター・ノット・ソー・パーフェクト (Mr. Not So Perfect)」として登場し、ジャッジからその運動能力を賞賛された。ブリッジスは、バタービーン、ダスティン・ダイアモンド(Dustin Diamond)とともに、決勝戦まで勝ち残ったが、最後はデニス・ロッドマンに敗れた。

## その他の業績
ブリッジスは自伝『"Killing Willis"』を出版しており、その中で自身の薬物中毒や刑事訴追の経験について、また、かつて自分が演じた「ウィリス」の役柄から自立した公的アイデンティティを確立しようと努力したことについて、語っている。2010年4月28日には『オプラ・ウィンフリー・ショー』に出演し、子役スターとしての生活や、その後の法的トラブルについて語った。
ブリッジスは、FOXのリアリティ番組『Skating with Celebrities』（2006年）に出演したが、第2回で脱落した。2002年には、FOXの『Celebrity Boxing』で、ヴァニラ・アイスを相手に勝利を収めている。
1998年、トッド・ブリッジスは、兄ジェームズ・ブリッジスとともに、51歳の対麻痺の女性ステラ・クライン(Stella Kline)の命を救ったと認定された。彼女は、釣りをしているときに車いすが湖に落ち、溺れかけたのである。「あのとき彼がいてくれたことを神様に感謝していますよ、みんなトッド・ブリッジスのことは悪いことしか言わないけれど、ニュースとか新聞とかではね...彼は親切な心を持った人です」とクラインは述べている。トッド・ブリッジスはこの救出について「われわれは、神が自分たちを、あのご婦人を助けるために、あの時あの場に置かれたのだと感じましたね、何しろ、その場には他に誰もいなかったのですから」と語っている。

## 法的問題
20代のころのブリッジスは数年間クラック・コカイン中毒になっている。1988年には、ロサンゼルスの麻薬の売人だったケネス・"テックス"・クレイ(Kenneth "Tex" Clay)に対する殺人未遂の疑いで逮捕、起訴され、検察側はブリッジスが薬物を摂取した状態でクレイを撃ったと主張した。ブリッジスは結局無罪となったが、この弁護を担当したのは有名な弁護士ジョニー・コクランである。コクランは弁論を通して、ブリッジスが少年期に虐待されて薬物に走ったのは搾取的な娯楽産業のせいであり、現在のブリッジスは不公正に枠づけられて誤って理解されている、と主張することに成功した。目撃者は最終的に銃撃が行なわれたときには、ブリッジスはその場にいなかったと証言し、陪審団はすべての訴追事項についてブリッジスを無罪とした。
1993年、ブリッジスは間借り人だったデヴィッド・ジョセフ・キッチン(David Joseph Kitchen)とのトラブルになっている。ブリッジスは自宅の自分の部屋にてキッチンが15歳の少女といるところに出くわし、その際にキッチンは刀剣を手にブリッジスに襲いかかり、ブリッジスは反撃してキッチンの胸を包丁で刺してしまう。しかし検察はブリッジスの行為を正当防衛と認め、告訴を取り下げた。

## フィルモグラフィ
- ビッグ・マネー・ラストラス Big Money Rustlas (2010年)
- I Got Five On It Too (2009年)
- See Dick Run (2009年)
- en:The Smoking Gun Presents: World's Dumbest... (2008年) （テレビ）- コメンテーター
- Decision House (2007年) （テレビ）
- Everybody Hates Chris (2007年) （テレビ）
- Big Ball'n (2007年) （映画版）
- Death Row (2006年)
- パンクト (2005年) （テレビ）
- Issues (2004年)
- シークレット・プラン Land of the Free? (2004年)
- Dickie Roberts: Former Child Star (2003年)
- May Day (2003年) (ビデオ)
- Pauly Shore Is Dead (2003年)
- Black Ball (2003年)
- ヤング・アンド・ザ・レストレス (2002年) (テレビ・シリーズ)
- バーティカル・ハンガー The Climb (2002年)
- Welcome to America (2002年)

- Inhumanity (2001年) (ビデオ)
- Dumb Luck (2001年)
- The Darkling (2000年) （テレビ）
- After Diff'rent Strokes: When the Laughter Stopped (2000年) （テレビ）
- Flat Out (1998年)
- The Waterfront (1998年)
- Busted (1996年)
- テンプテーション 15才 She's Out of Control (1989年) - ビデオの邦題は「パパと私のヴァージン・ウォーズ」[7]
- ティーン・ヒーローJ.J. High School U.S.A. (1983年)
- アーノルド坊やは人気者 (1978年) (テレビ・シリーズ)
- The Facts of Life (1979年、1981年) （テレビ）
- Fish (1977年 - 1978年) (テレビ・シリーズ)
- 大草原の小さな家 (1977年) （テレビ）
- わが家は11人 (1977年 - 1978年) （テレビ）
- A Killing Affair (1977年) （テレビ）
- ルーツ (1977年) (テレビ・ミニシリーズ)
- Barney Miller (1975年) （テレビ）
- Katherine (1975年) （テレビ）